# Лебяжья (приток Подрезчихи)
Лебяжья — река в России, протекает в Нагорском районе Кировской области. Устье реки находится в 35 км по левому берегу реки Подрезчиха. Длина реки составляет 21 км.
Исток реки на Северных Увалах юго-восточнее нежилой деревни Павлушонки и в 28 км к северо-востоку от Нагорска. Река течёт на восток, затем юг по ненаселённому лесу. Притоки — Полым, Берёзовка (левые).

## Данные водного реестра
По данным государственного водного реестра России относится к Камскому бассейновому округу, водохозяйственный участок реки — Вятка от истока до города Киров, без реки Чепца, речной подбассейн реки — Вятка. Речной бассейн реки — Кама.
Код объекта в государственном водном реестре — 10010300212111100030368.